# BR-110
Pour les articles homonymes, voir Route 110.

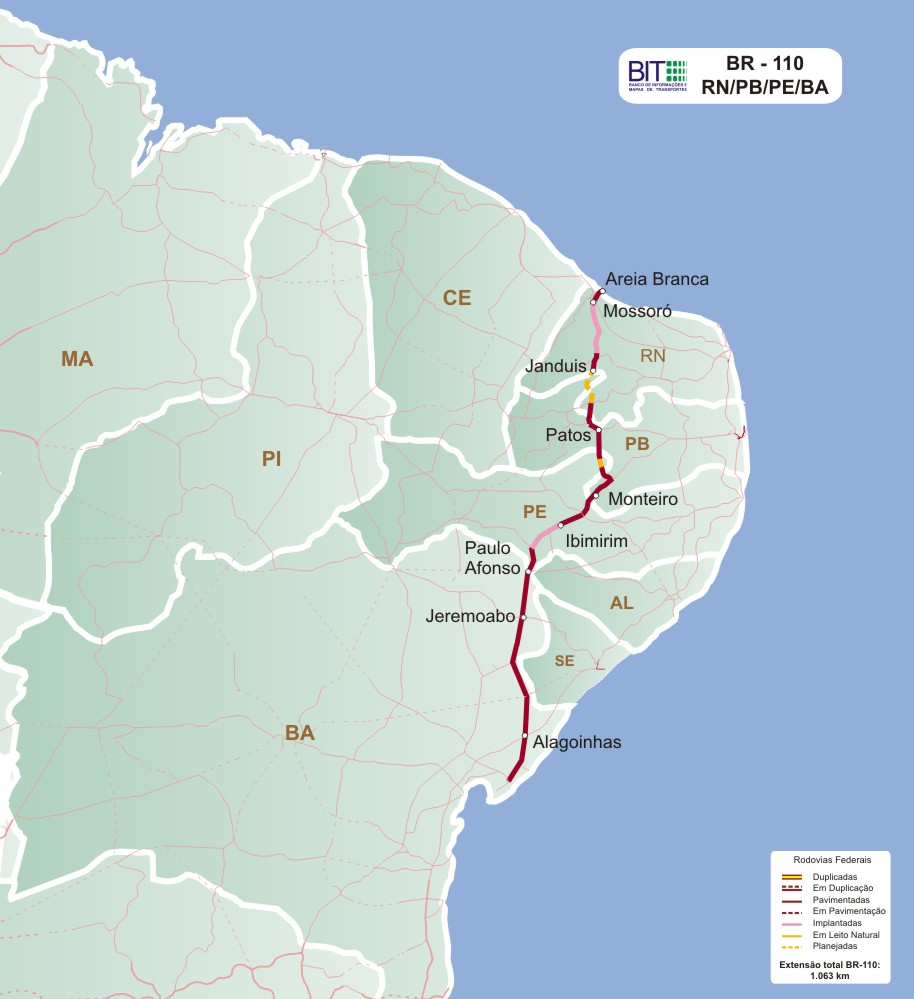
Tracé de la BR-110

La BR-110 est une route fédérale importante du Nord-Est du Brésil. Son point de départ se situe à Areia Branca, dans l'État du Rio Grande do Norte, et elle s'achève à São Sebastião do Passé, dans l'État de Bahia. Elle traverse les États du Rio Grande do Norte, de la Paraíba, du Pernambouc, d'Alagoas et de Bahia.
Elle comporte des tronçons encours de revêtement dans le Pernambouc, Petrolândia et Ibimirim. Dans ce dernier État elle devient route locale, sous gestion du gouvernement de celui-ci, sous la dénomination de PB-110.
Elle dessert, entre autres villes :
- Mossoró (Rio Grande do Norte)
- Janduís (Rio Grande do Norte)
- Patos (Paraíba)
- São José do Egito (Pernambouc)
- Ibimirim (Pernambouc)
- Paulo Afonso (Bahia)
- Alagoinhas (Bahia)

Elle est longue de 1 053,3 km.